# Kustnavellav
Kustnavellav (Umbilicaria spodochroa) är en lavart som först beskrevs av Ehrh. ex Hoffm., och fick sitt nu gällande namn av Augustin Pyrame de Candolle. Kustnavellav ingår i släktet Umbilicaria och familjen Umbilicariaceae.  Arten är reproducerande i Sverige. Inga underarter finns listade i Catalogue of Life.